# Graeme Reid
Graeme Reid (ur. 15 czerwca 1948) – australijski hokeista na trawie, olimpijczyk.
Reprezentował Australię na Letnich Igrzyskach Olimpijskich 1972, które odbyły się w Monachium, zajmując 5. miejsce. Po raz drugi reprezentował kraj na Letnich Igrzyskach Olimpijskich 1976 w Montrealu, gdzie uzyskał srebrny medal.